# مسند و مسندالیه
مسند و مسندالیه، دو بخش از جمله در علم نحوِ ایرانیان و اعراب است؛ میان این دو یک رابطۀ اسنادی (به عربی: إسناد) وجود دارد که در آن «مسند» منتسب به «مسندالیه» است. مسندالیه را «مسنَدْ الیه» و یا «مسنَدٌ الیه» نیز می‌نویسند و می‌خوانند.
در دستور زبان عربی، إسناد (رابطۀ اسنادی) عبارت است از اتصال کامل یک ساختار زبانی به ساختار زبانی دیگر، به طوری که معنای جمله کامل باشد. وجود هر دو ساختار برای صحیح بودن جمله ضروری‌ست. دو جزء این إسناد را «المُسنَد» و «المُسند إليه» در عربی می‌نامند.
«مسند»، فعل یا گزارۀ فعل است که منتسب به مسندالیه شده است. و «مسندالیه»، نهاد یا مفعول در جمله است که این اسناد و انتساب را دریافت کرده است. به عبارت دیگر، مسند چیزی‌ست که خبری دربارهٔ مسندٌاِلَیه می‌دهد؛ در پاسخ چگونه؟ و چطوری؟ می‌آید. برخی منابع فارسی به اشتباه، مسندالیه را نوعی از نهاد یاد می‌کنند، در حالی که می‌تواند «مفعول» نیز مسندالیه باشد.

## در فارسی
در زبان فارسی، ساخت جمله‌ای که مسند در آن به‌کار می‌رود، چنین است: «مسندالیه + مسند + فعل ربطی». مسند بیشتر اوقات همراه افعال اسنادی (بود، است، شد، گشت و گردید) می‌آید. همچنین ممکن است مسند با افعال خاص هم بیاید، مانند فعل‌های «کردن، ساختن، نمودن و گرداندن» و حتی فعل‌هایی مانند «پنداشتن، نامیدن، دانستن، دیدن و دیگر».
هوا [مسندالیه، نهاد] سرد [مسند] است.
مردم [مسندالیه، نهاد] خوشحال [مسند] هستند.
مردم [نهاد] او را [مسندالیه، مفعول] قهرمان [مسند] می‌دانند.
مردم روستا [نهاد] به او [مسندالیه، مفعول] دکتر [مسند] می‌گفتند.
مردم [مسندالیه، نهاد] آن را [مفعول] مالک [مسند] هستند.
مرا [نهاد] خانه [مسندالیه، مفعول] هست (مسند در اینجا واژۀ ضمنی «موجود یا وجود» است: خانه موجود است، خانه وجود دارد).
من [مسندالیه، نهاد] او را [مفعول] صدا کردم [مسند، فعل].

## واژه‌نامه
1. ↑  Predicate of verb
2. ↑  به این نوع مسندها، متمم نهادی (Subject complement) نیز می‌گویند.
3. ↑  به این نوع مسند که مسندالیه‌اش مفعول جمله است، متمم مفعولی (Object complement) یا مسند مفعولی نیز می‌گویند.